# Wereldkampioenschappen schaatsen afstanden 2012 - 10.000 meter mannen
De 10.000 meter mannen op de wereldkampioenschappen schaatsen afstanden 2012 werd gereden op 24 maart 2012 in het ijsstadion Thialf in Heerenveen, Nederland.
Bob de Jong was de titelverdediger en won dit seizoen ook een wereldbekerwedstrijd. De winnaar van de andere wedstrijd was Jorrit Bergsma. Wereldrecordhouder Sven Kramer en olympisch kampioen Lee Seung-hoon ontbreken. Bob de Jong verdedigde zijn titel met succes, Bergsma won zilver. De Amerikaan Jonathan Kuck werd net als op de 5000 meter derde.

## Statistieken

### Uitslag
| #      | Naam               | Land | Tijd     |
| ------ | ------------------ | ---- | -------- |
| Goud   | Bob de Jong        | NED  | 12.53,91 |
| Zilver | Jorrit Bergsma     | NED  | 12.57,71 |
| Brons  | Jonathan Kuck      | USA  | 13.12,66 |
| 4      | Moritz Geisreiter  | GER  | 13.21,10 |
| 5      | Håvard Bøkko       | NOR  | 13.23,70 |
| 6      | Bob de Vries       | NED  | 13.25,74 |
| 7      | Marco Weber        | GER  | 13.28,44 |
| 8      | Shane Dobbin       | NZL  | 13.28,84 |
| 9      | Alexej Baumgärtner | GER  | 13.29,02 |
| 10     | Alexis Contin      | FRA  | 13.29,92 |
| 11     | Hiroki Hirako      | JPN  | 13.31,99 |
| 12     | Dmitri Babenko     | KAZ  | 13.35,72 |
| 13     | Jordan Belchos     | CAN  | 13.36,59 |
| 14     | Roger Schneider    | SUI  | 13.50,11 |
| NF     | Bart Swings        | BEL  | gevallen |

### Loting
| Rit | Binnenbaan         | Buitenbaan        |
| --- | ------------------ | ----------------- |
| 1   | Jordan Belchos     |                   |
| 2   | Roger Schneider    | Shane Dobbin      |
| 3   | Alexej Baumgärtner | Moritz Geisreiter |
| 4   | Dmitri Babenko     | Hiroki Hirako     |
| 5   | Jonathan Kuck      | Marco Weber       |
| 6   | Alexis Contin      | Bart Swings       |
| 7   | Jorrit Bergsma     | Bob de Vries      |
| 8   | Håvard Bøkko       | Bob de Jong       |

1996 · 
1997 · 
1998 · 
1999 · 
2000 · 
2001 · 
2003 · 
2004 · 
2005 · 
2007 · 
2008 · 
2009 · 
2011 · 
2012 · 
2013 · 
2015 · 
2016 · 
2017 · 
2019 ·
2020 ·
2021 ·
2023 ·
2024 ·
2025